# Jürgen Schröder (Politiker, 1940)
Jürgen Schröder (* 15. September 1940 in Magdeburg) ist ein deutscher Politiker.

## Leben
Jürgen Schröder schloss 1966 als Diplom-Dolmetscher/Übersetzer ab. Von 1966 bis 1990 war er Verlagslektor, technischer Übersetzer und Lexikograph.
1990 wurde er Europabeauftragter der CDU-Fraktion in der frei gewählten Volkskammer.  1991 wurde er durch den Bundestag als Beobachter aus dem früheren Gebiet der Deutschen Demokratischen Republik ins Europäische Parlament entsandt. Von 1994 bis 2009 war er Europaabgeordneter der CDU für Sachsen in der Fraktion der Europäischen Volkspartei – Europäische Demokraten.
Im Europäischen Parlament war er Mitglied im Entwicklungsausschuss, Stellvertreter für den Ausschuss für regionale Entwicklung, stellvertretender Vorsitzender für die Delegation im Gemischten Parlamentarischen Ausschuss EU-Mexiko und Stellvertreter für die Delegation für die Beziehungen zu den Ländern Mittelamerikas.

## Auszeichnungen
- 1998: Bundesverdienstkreuz am Bande

## Schriften
- Der offene Kontinent. Europa nach dem Fall des Eisernen Vorhangs. Olzog, München 2000, ISBN 3-7892-8043-7.
- Miniaturen aus dem Koffer. Elbhang-Kurier, Dresden 2009.